# 服部ケサ
服部 ケサ（はっとり けさ、1884年（明治17年）7月22日 - 1924年（大正13年）11月22日）は、日本の医師。ハンセン病患者の治療に尽くしたことで知られる。歌人の服部躬治は兄、小説家の水野仙子は妹。

## 生涯
1884年、福島県岩瀬郡須賀川村（現在の須賀川市）で、商家を営む父直太郎、母せいの次女として生まれる。尋常小学校、高等小学校を経て裁縫専修学校を卒業した後、1901年に兄躬治を頼って上京するが、家族の病気が重なり2年ほどで須賀川に帰郷する。福島県内でも明治期の近代化が進む中、閉塞感に苛まれたケサであったが、病弱な家族を思い、医師を志すようになる。
1905年、東京女医学校に入学し、1909年に前期医術開業試験に合格。1910年に富永徳磨から洗礼を授かるが、同年赤痢にかかり九死に一生を得る。1914年に医師免許を取得するが、当時は女医の就職先が少なく、三井慈善病院に看護師として勤務することとなる。当時の三井慈善病院は、ハンセン病の患者の来診が多く、またここでの勤務において三上千代と出会うこととなった。
1917年、群馬県草津町でハンセン病患者の診療施設を作ろうとしていたコンウォール・リーと三上に乞われ、草津に向かう。翌年発足した聖バルナバ医院で勤務を始め、多くの患者の診察を行う。同じ1918年には、肋膜炎などを発症していた妹のてい（水野仙子）も転地療養のため身を置くが、翌1919年に亡くなっている。
同じく、必ずしも身体が丈夫でなかった服部は、事業主でもあるリーと働き方に関して次第に考え方が異なるようになり、また宗派の違いから溝が生じるようになっていった。1924年、持病の心臓病が悪化する中、三上とともに聖バルナバ医院を退職。新居を「鈴蘭医院」とする。しかし、同年11月22日、心臓麻痺のため亡くなった。
草津聖バルナバ教会に墓があるほか、須賀川市の十念寺にも分骨埋葬されている。
1956年には、須賀川市にある公立岩瀬病院の敷地内に顕彰碑が建立された。また、2002年には、須賀川市社会福祉協議会が、「須賀川市内に在住し、長年にわたり社会福祉の分野において、その功績が特に顕著で、真に服部ケサの偉業にふさわしい個人及び団体」を表彰するため、「服部ケサ賞」を創設した。